# Кубок Югославии по футболу 1967/1968
Кубок маршала Тито 1967/1968 (сербохорв. Kup maršala Tita 1967/1968) — 21-й розыгрыш Кубка Югославии по футболу.

## 1/8 финала
| # | Хозяева           | Результат      | Гости              |
| - | ----------------- | -------------- | ------------------ |
| 1 | Борово            | 6:0            | Единство Бихач     |
| 2 | Марибор           | 3:1            | Будучност Титоград |
| 3 | ОФК               | 1:0            | Риека              |
| 4 | Пролетер Зренянин | 1:0            | Вардар             |
| 5 | Раднички Ниш      | 2:3 (доп. вр.) | Бор                |
| 6 | Црвена звезда     | 3:1            | Загреб             |
| 7 | Слобода Тузла     | 2:2 (6:4 пен.) | Шибеник            |
| 8 | Войводина         | 2:0            | Партизан           |

## 1/4 финала
| # | Хозяева   | Результат | Гости             |
| - | --------- | --------- | ----------------- |
| 1 | Борово    | 0:2       | Црвена звезда     |
| 2 | Бор       | 3:1       | Слобода Тузла     |
| 3 | Марибор   | 1:0       | ОФК               |
| 4 | Войводина | 3:0       | Пролетер Зренянин |

## 1/2 финала
| # | Хозяева       | Результат | Гости     |
| - | ------------- | --------- | --------- |
| 1 | Бор           | 2:1       | Войводина |
| 2 | Црвена звезда | 2:1       | Марибор   |

## Финал
| Црвена звезда                                               | 7:0 | Бор |
| ----------------------------------------------------------- | --- | --- |
| Остойич 35′, 47′, 72′ · Джаич 62′, 75′ · Лазаревич 64′, 67′ |     |     |